# Alchemilla capensis
Alchemilla capensis là loài thực vật có hoa trong họ Hoa hồng. Loài này được Thunb. mô tả khoa học đầu tiên năm 1794.